# Pfeifer & Langen

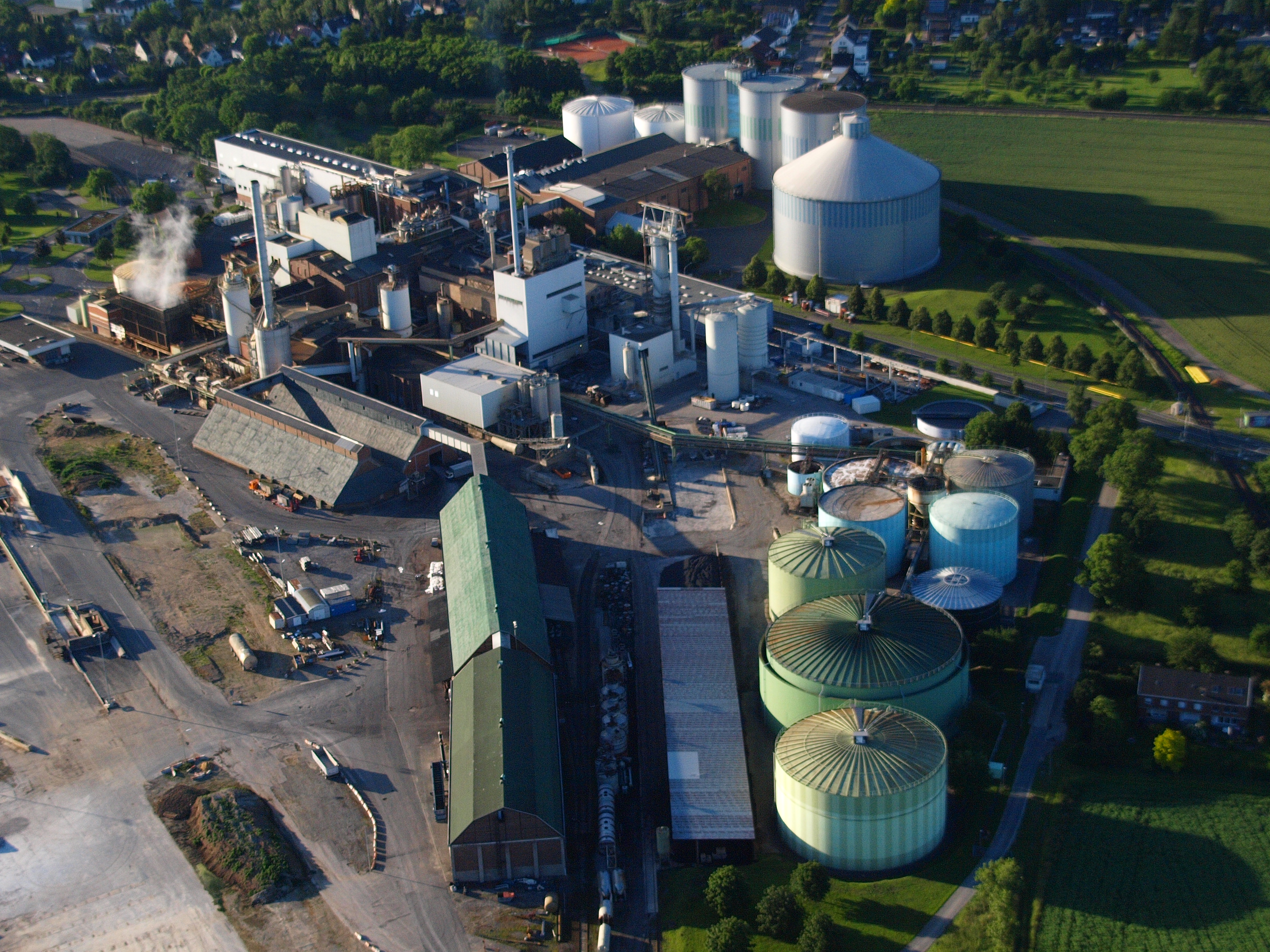
Euskirchen, Pfeifer & Langen

Die Pfeifer & Langen Industrie- und Handels KG ist die Konzernholding eines in Familienbesitz befindlichen Lebensmittelkonzerns mit Sitz in Köln. Historischer Kern des Unternehmens ist die Zuckerherstellung.
Die anderen Aktivitäten der Gruppe werden von den Teilkonzernen Intersnack, einem Hersteller von Snack- und Knabberprodukten, und des 2019 geschaffenen Tochterunternehmens Nature’s Richness Holding GmbH, mit Geschäftsaktivitäten in Herstellung und Vertrieb von  Lebensmittelrohstoffen, Proteinen und Kohlenhydraten. Zudem hält die Gruppe einen 50-%-Anteil an dem Lebensmittelhersteller Krüger.

## Teilkonzern Pfeifer & Langen
Der Teilkonzern Pfeifer & Langen produziert und liefert Zuckerprodukte für Haushalte mit den Marken-Bezeichnungen Kölner Zucker und Diamant Zucker sowie an die Lebensmittel-, Non-Food- und Futtermittelindustrie. Pfeifer & Langen ist nach Süd- und Nordzucker der drittgrößte deutsche Zuckerproduzent und ein führender Zuckerhersteller Europas.
Pfeifer & Langen betreibt Zuckerfabriken in Appeldorn, Elsdorf, Euskirchen, Jülich, Könnern und Lage sowie in Środa Wielkopolska, Gostyń, Miejska Górka, Poznań, Glinojeck (Polen), Oradea (Rumänien), Radechiw, Tschortkiw, Sbarasch, Kosowa, Chorostkiw, Gnidawa (Ukraine), Kaposvár (Ungarn), Lelystad (Niederlande), Minerbio (Italien), Ptuj (Slowenien), Thessaloniki (Griechenland). 2006 hatte das Unternehmen 856 Mitarbeiter bei einem Umsatz von 644 Mio. Euro. 2016 waren es 1.277 Mitarbeiter bei einem Umsatz von 750 Mio. Euro und 2022 insgesamt 2.521 Mitarbeiterinnen und Mitarbeiter bei einem Umsatz von 1,33 Mrd. Euro.
2022/23 betrug die europaweite Rübenzucker-Produktion 1,9 Mio. Tonnen.

### Geschichte

#### Anfangsphase bis 1926

Kölner Zucker, Pfeifer & Langen, Köln

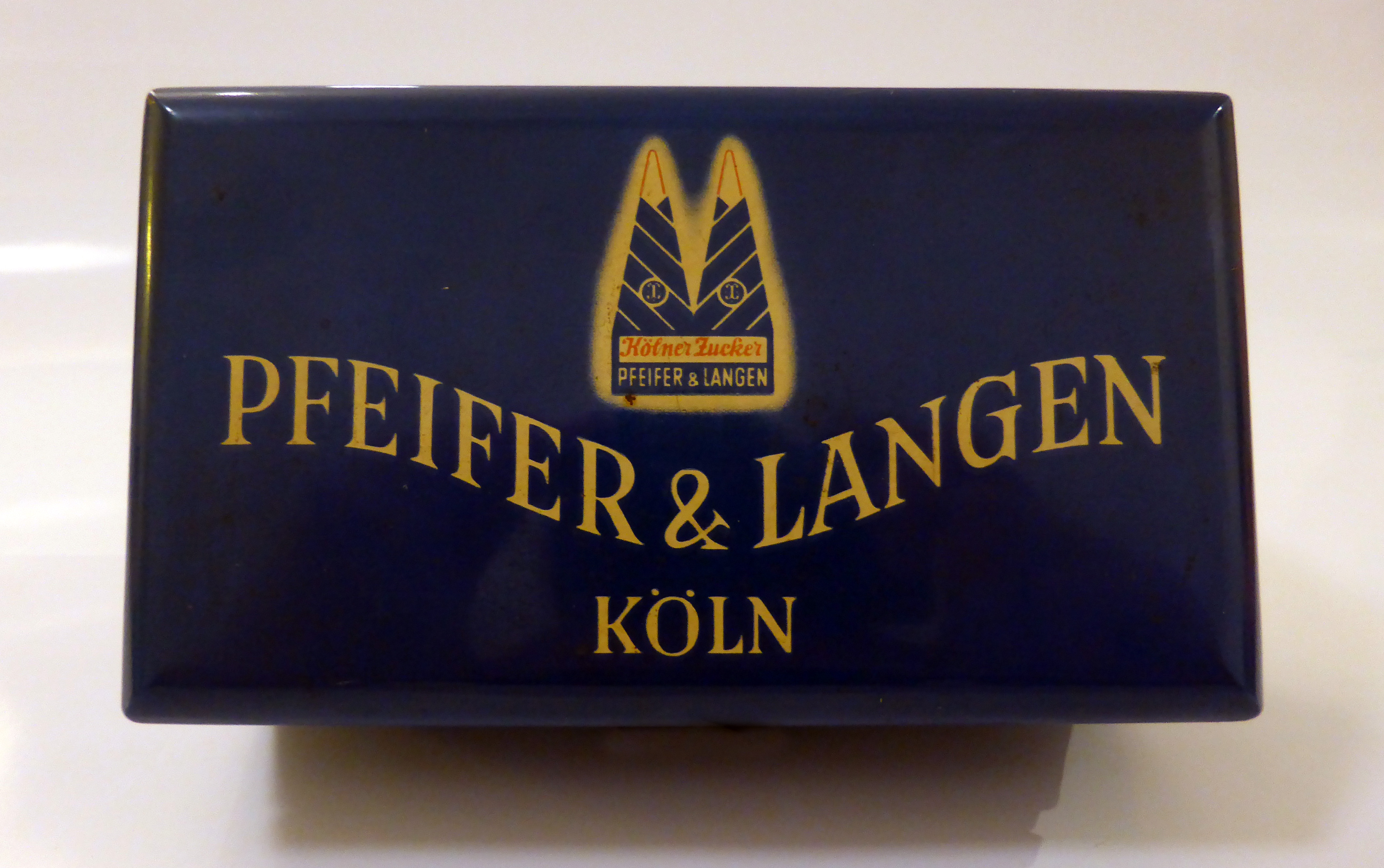
Historische „Pfeifer & Langen“ -Dose

In der Versuchsanlage auf Gut Fronhof in Ossendorf vor den Toren Kölns wurde am 31. Oktober 1851 erstmals Zucker aus Rüben gekocht. Emil Pfeifer, der das Gut im Jahre 1840 erworben hatte, und sein Partner August Joest beschäftigen in dieser Anfangsphase fünf Mitarbeiter, die die Rüben von 51 Bauern aus der Umgebung zu Zucker verarbeiteten. Nach dem Ausscheiden von August Joest im Jahre 1853 firmierte das Unternehmen in „Emil Pfeifer & Cie.“ Emils Sohn Valentin wurde dann 1865 Mitgesellschafter. Im Jahre 1868 kam es zu der für die Firmengeschichte entscheidenden Einbeziehung des Ingenieurs und Erfinders Eugen Langen, der in Ossendorf seinen patentierten Knochenkohleofen erstmals in der Praxis erprobte.
Am 19. April 1870 wurde die Firma Pfeifer & Langen in Köln durch Emil Pfeifer, seinen Sohn Valentin Pfeifer und Eugen Langen gegründet. Letzterer war der bedeutendste Sohn des Kölner Zuckerindustriellen Johann Jakob Langen. Der Chronik des Unternehmens aus dem Jahre 1870 zufolge schrieb der Siedemeister Conrad Moll unter anderem:

„… Als verantwortlicher Leiter galt Herr Eugen Langen, den man täglich fast überall sehen konnte. Unermüdlich überwachte er die fortschreitenden Arbeiten, kontrollierte an Hand der Zeichnungen und erteilte seine Ratschläge …“

Ein Jahr später nahm die Zuckerfabrik Elsdorf den Betrieb auf. Direktor der Fabrik war Eugen Langen, der dort 1872 die Verarbeitung von Zucker zu Würfeln („Langensches Würfelverfahren“) erfand und ein Jahr später ein preußisches Patent erhielt. Die 1869 in Betrieb genommene Bahnstrecke Düren–Neuss ermöglichte dem Werk Elsdorf auch den Antransport von Rüben aus entfernt gelegenen Anbaugebieten, die für Pferde- und Ochsengespanne kaum oder nur schwer zu erreichen waren.

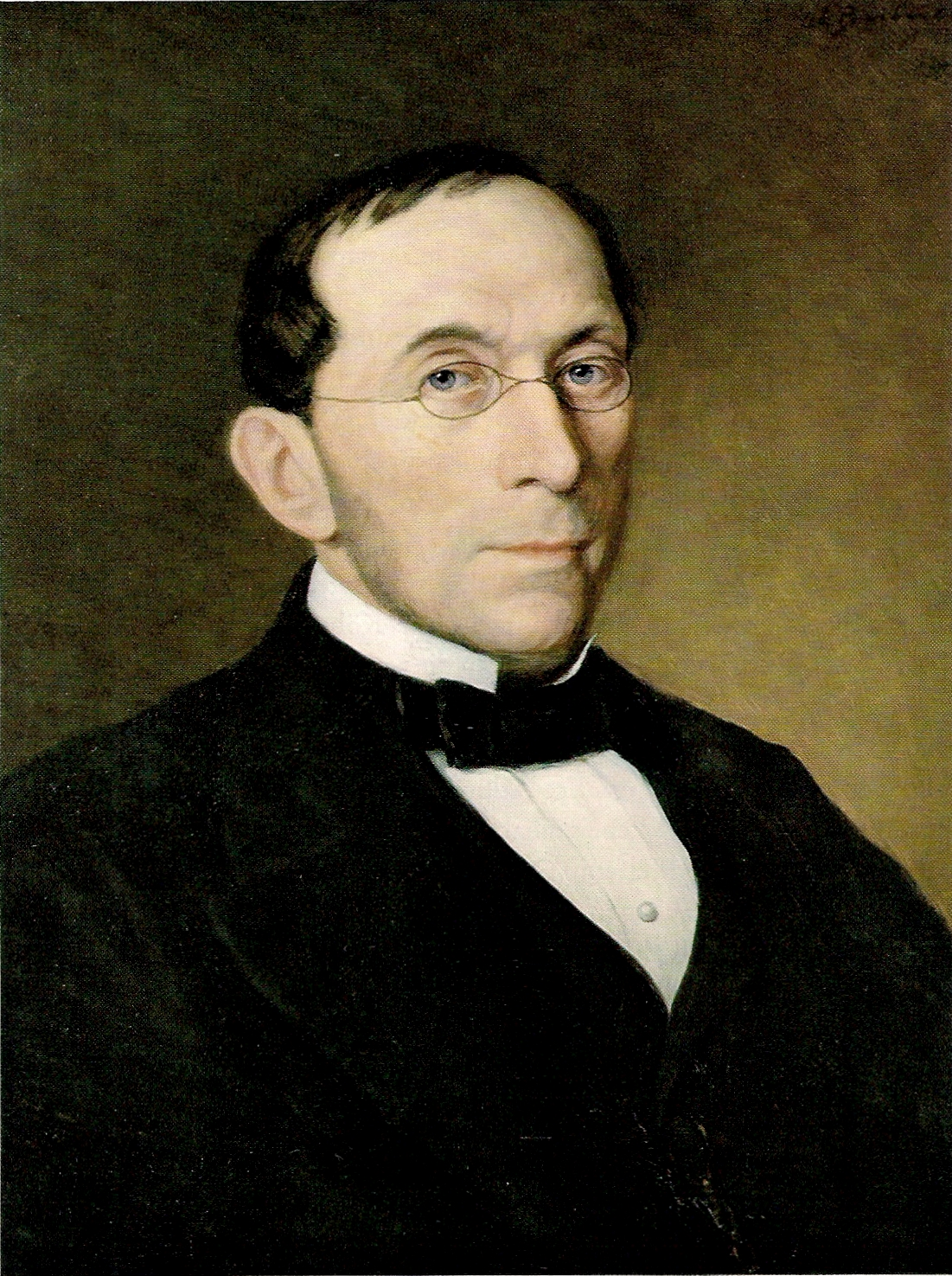
Emil Pfeifer (1806–1889)
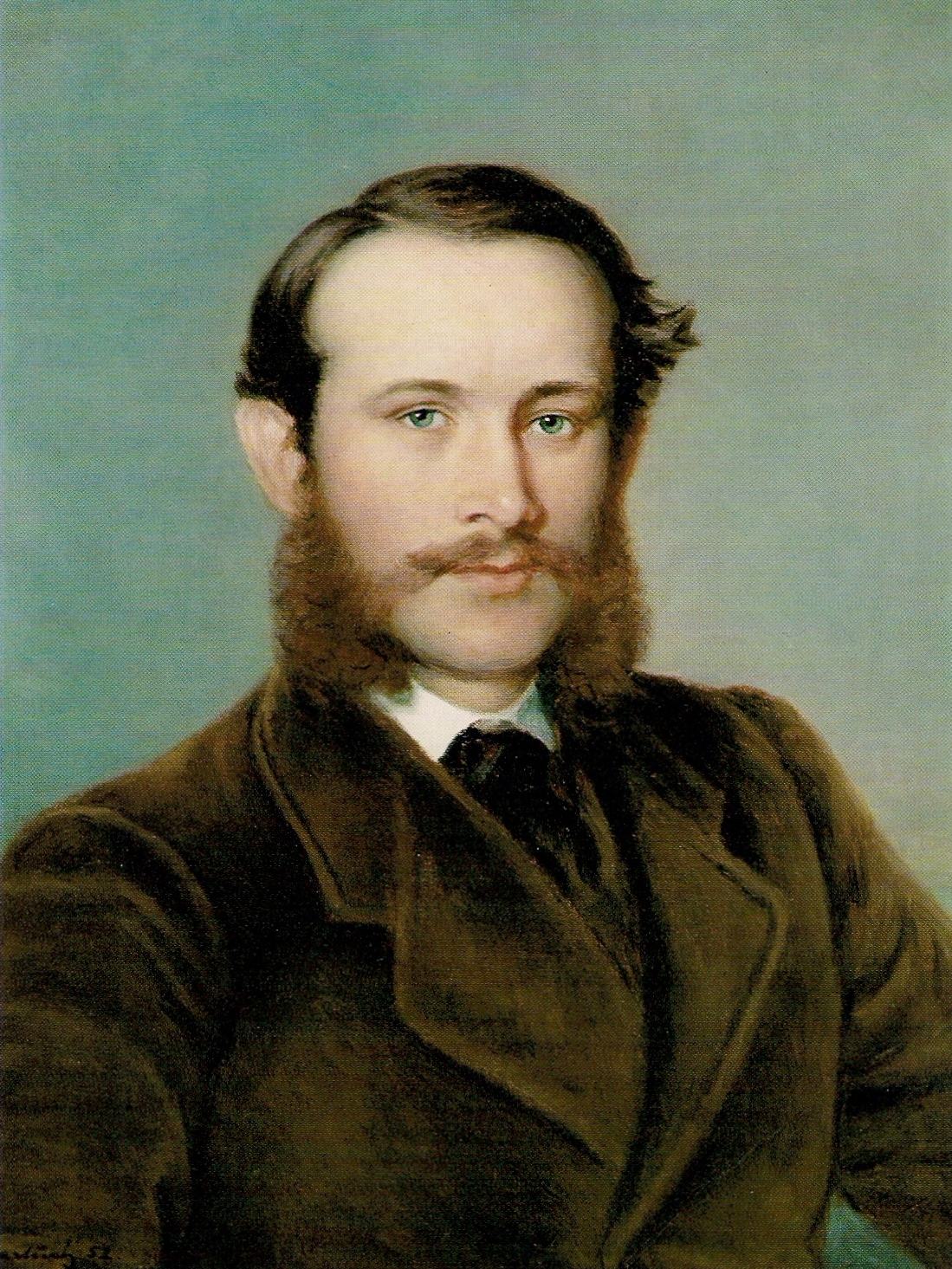
Valentin Pfeifer (1837–1909)
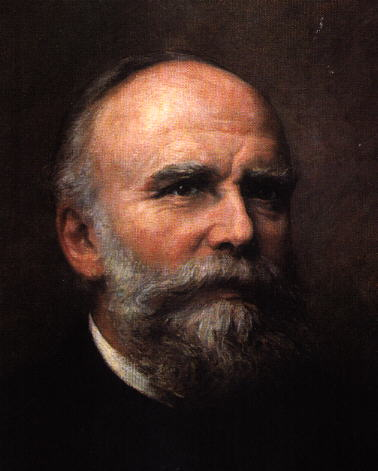
Eugen Langen (1833–1895)

1879 gründete Pfeifer & Langen in Euskirchen eine zweite Rübenzuckerfabrik. Um 1880 galt das Werk Elsdorf als internationale „Musteranstalt“ und wurde das größte Zuckerunternehmen Westdeutschlands. 1884 erfolgte die Gründung einer Betriebskrankenkasse, die 1996 mit der BKK Anker-Lynen-Prym fusionierte und aus der später die Actimonda BKK hervorging.
1883 ist das Gründungsjahr der Zuckerfabrik Lage und Errichtung der Hauptverwaltung von Pfeifer & Langen in Köln.
Im Jahre 1894 erfolgte die Stilllegung der 1851 von Emil Pfeifer in Ossendorf errichteten Fabrik. Die Entwicklung der Stadt Köln hatte zunehmend das landwirtschaftlich nutzbare Umland verringert. 1905 erwarb Pfeifer & Langen Aktien im Wert von 70.000 Mark an der Zuckerfabrik Elsen bei Grevenbroich. Zwei Jahre später erfolgte die Umwandlung von einer Offenen Handelsgesellschaft in eine Gesellschaft mit beschränkter Haftung (GmbH), 1909 kaufte Pfeifer & Langen die restlichen Anteile.

#### 1926 bis 1989
1926 schlossen sich die Unternehmen Pfeifer & Langen und vom Rath & Breth zusammen und die Firma P. Schwengers & Söhne aus Uerdingen wurde aufgekauft. Im selben Jahr wurden die Marke „Kölner Zucker“ sowie das Logo aus zwei gestreiften Zuckerhüten, die an die Türme des Kölner Doms erinnern, markenrechtlich eingetragen. Gleichzeitig wurde Pfeifer & Langen in eine Aktiengesellschaft umgewandelt. Zu dieser gehörten die Werke in Elsdorf, Euskirchen und Elsen und die Raffinerie Uerdingen. Die Fabriken Ameln, Wevelinghoven und Dormagen waren mit Mehrheitsbesitz und Lieferverträgen an die neue Aktiengesellschaft gebunden. Bereits 1928 gingen die Werke Ameln und Wevelinghoven vollständig in den Besitz von Pfeifer & Langen über. Und 1930 ging auch der Actien-Verein für Zuckerfabrikation, Dormagen in Pfeifer & Langen auf.
1928 stellte Pfeifer & Langen erstmals Kandis her und führte die erste Kristallzucker-Packmaschine für 1-kg-Pakete ein. Sie brachte es auf eine Leistung von 5.000 Paketen in acht Stunden.
Im Jahre 1931 wurde das Werk Elsen bei Grevenbroich stillgelegt. Nachdem 1933 der in Bankbesitz befindliche Aktienteil von der Pfeifer & Langen AG erworben worden war, erfolgte die Umwandlung zurück in eine GmbH.
Ab 1941 zog Pfeifer & Langen auch Kriegsgefangene zur Zwangsarbeit in der Zuckerfabrik Elsdorf heran; sie waren in einem Gefangenenlager neben dem Fabrikgelände untergebracht. Bei einem Bombenangriff im November 1944 wurden dort u. a. mehrere sowjetische Kriegsgefangene getötet, die anschließend auf dem jüdischen Friedhof der Gemeinde Elsdorf in größtenteils unmarkierten Gräbern beerdigt wurden. 1945 wurde die Zuckerfabrik Elsdorf zunächst von den amerikanischen Truppen beschlagnahmt.
1950 wurden im Werk Wevelinghoven erstmals eine fahrbare Rüben-Kippe und Stapelanlage benutzt.
Einen ganz neuen Weg ging das Unternehmen in seinem Werk Dormagen 1951. Dort wurde Poly-Glucose – Dextran genannt – produziert. Hierbei handelte es sich um einen Blutplasma-Ersatzstoff. 1965 erfand Pfeifer & Langen den Gelierzucker und schrieb damit Lebensmittelgeschichte. Dieser wurde später auch von Lizenznehmern im In- und Ausland hergestellt. Aus Zuckerrübenschnitzeln wurde im Werk Dormagen 1966 erstmals ein Futtermittel entwickelt, das Herstellungsverfahren und die Zusammensetzung wurden patentiert. Gleichzeitig erfolgte der Aufkauf der Sirupfabrik Gebrüder Langen, Köln-Braunsfeld, und der Zuckerraffinerie und Kandisfabrik Gebrüder Tintelnot in Vlotho, schon 1969 wurden diese beiden Betriebe stillgelegt und die Aufgaben vom Werk Euskirchen übernommen.
Auch für die weiterverarbeitende Industrie erweiterte Pfeifer & Langen sein Sortiment. Seit den 60er Jahren gibt es einen anwendungstechnischen Beratungsdienst, bestehend aus Chemikern und Technologen, der in Zusammenarbeit mit den Kunden Lösungen für die Entwicklung und Herstellung von produktgerechten Zuckern erarbeitet.
1970 feierte Pfeifer & Langen 100-jähriges Bestehen, zu dieser Zeit hatte das Unternehmen rund 1.800 Beschäftigte.
Im Jahre 1972 wurde die Krüger GmbH & Co. KG gegründet, an der sich Pfeifer & Langen wenig später zu 50 % beteiligte. Sie stellt Instantgetränke, Diätprodukte und Babynahrung her. Ebenfalls 1972 erfolgte die Gründung eines gemeinsamen Tochterunternehmens mit der Pfanni-Werke Otto Eckart AG, München. Hierbei brachte Pfeifer & Langen seine Kartoffel-Chips-Produktion mit ein. Das neue Unternehmen firmiert seit 1980 unter dem Namen Convent Knabbergebäck GmbH Co KG, aus der später die Intersnack-Gruppe wurde. 1973 wurde in Köln ein neues Hauptverwaltungsgebäude errichtet. Zusammen mit der Zuckerhandelsunion GmbH, Berlin, gründete Pfeifer & Langen 1974 die Spezialzucker-Raffinerie in Lage und baute das Geschäft mit flüssigem Zucker weiter aus. 1977 erfolgte der Bau einer neuen Zuckerfabrik im niederrheinischen Appeldorn, womit das nördliche Rheinland für den Rübenanbau erschlossen werden sollte. Zwei Jahre später wurde die Zuckerproduktion im Werk Dormagen eingestellt.
Im Jahre 1982 wurde die Opekta GmbH erworben. Diese stellte pektinhaltige Produkte für die Herstellung von Marmeladen und Fruchtgelees her. Im Jahre 1989 verkaufte Pfeifer & Langen 50 % Anteile an die Schwartauer Werke und 1991 die zweiten 50 % an die Herbstreith & Fox.
Die Lippe-Weser-Zucker AG wurde im Jahre 1986 erworben. Dabei wurde das Werk in Lage ausgebaut, während das Werk in Emmerthal geschlossen wurde. Lage ist die einzige Fabrik im Unternehmen, die ausschließlich Weißzucker herstellt. In den folgenden Jahren wurden die Zuckerfabriken Düren und Brühl erworben, die kurz danach schlossen (1987 und 1989). 1991 wurde das Werk in Ameln geschlossen und 1995 erfolgte die Stilllegung des Werkes in Wevelinghoven. Gleichzeitig war in den verbliebenen Werken die Produktion fast verdoppelt worden.

#### 1989 bis heute
Nach der deutschen Wiedervereinigung erwarb die Tochtergesellschaft Diamant-Zucker KG Anteile an den vier ostdeutschen Zuckergesellschaften in Elsnigk, Langenbogen, Nauen und Thöringswerder im Jahre 1991, die zuvor alle dem Kombinat Zucker angehörten. Im selben Jahr übernahm Pfeifer & Langen von der Treuhandanstalt vier Fabrikgesellschaften mit zehn Standorten in den neuen Bundesländern und gründete die Diamant-Zucker KG. 1993 wurde von der Diamant in Könnern (Sachsen-Anhalt) eine der größten Zuckerfabriken in Europa errichtet, anschließend wurden die übrigen ostdeutschen Fabriken geschlossen. Die Zuckerfabrik Könnern ist der größte Standort des Unternehmens in Deutschland.
Ein Ausbau des Bereiches Glucose erfolgte im Jahre 1994 mit dem Erwerb von einem 66-%-Anteil am französischen Unternehmen Chamtor S.A. in der Champagne. 1995 konnten die restlichen 34 % dieses Unternehmens erworben werden. Gleichzeitig stieg Pfeifer & Langen in den polnischen Markt mit einer Beteiligung an der Zuckerfabrik Środa ein. In den folgenden Jahren kamen Anteile an weiteren Gesellschaften hinzu.
2001 erwarb Pfeifer & Langen Anteile an der 1. Ungarischen Zuckermanufaktur GmbH in Kaposvár. Weitere Zukäufe und Beteiligungen in Tschechien (2004), Italien (2006), Slowenien (2008), Rumänien (2009), Griechenland (2009) und der Ukraine (2010) folgten. 2005 wurde die Produktion in Polen in der Pfeifer & Langen Polska S.A. mit Sitz in Poznań und den fünf aktiven Werken Góra Śląska, Gosławice, Gostýn, Miejska Gorka und Środa zusammengefasst.
Im Jahr 2006 erwarb Pfeifer & Langen die Aktienmehrheit an der Zuckerfabrik Jülich AG (Westzucker). Damit verbunden war gleichzeitig das Ende der Rübenverarbeitung in der Zuckerfabrik Elsdorf, die nach der Kampagne 2006 in Folge der Anpassung an die Vorgaben der europäischen Zuckermarktordnung eingestellt wurde. Die Veredelung und Verpackung von Zuckerprodukten findet dort aber weiterhin statt.
Im Jahr 2012 wurde die Pfeifer & Langen KG in eine GmbH & Co KG umfirmiert. In den darauffolgenden Jahren 2013 bis 2016 erwarb Pfeifer & Langen weitere Beteiligungen in der Ukraine und stärkt durch den Zukauf weiterer Fabriken seine Position im Markt.
2019 erwarb das Unternehmen eine Mehrheitsbeteiligung am Fleischersatzproduzenten Amidori, welcher 2021 in Endori umbenannt wurde.
2020 feierte Pfeifer & Langen 150-jähriges Jubiläum. Dem Anlass entsprechend brachte das Unternehmen seinen Raffinadezucker in einer limitierten 1-kg-Jubiläumsedition in Retro-Optik heraus.
2023 erwarb Pfeifer & Langen eine Mehrheitsbeteiligung an dem Lebensmittelhersteller Rügenwalder Mühle.
Die Übernahme wurde im März 2024 vom Bundeskartellamt genehmigt.

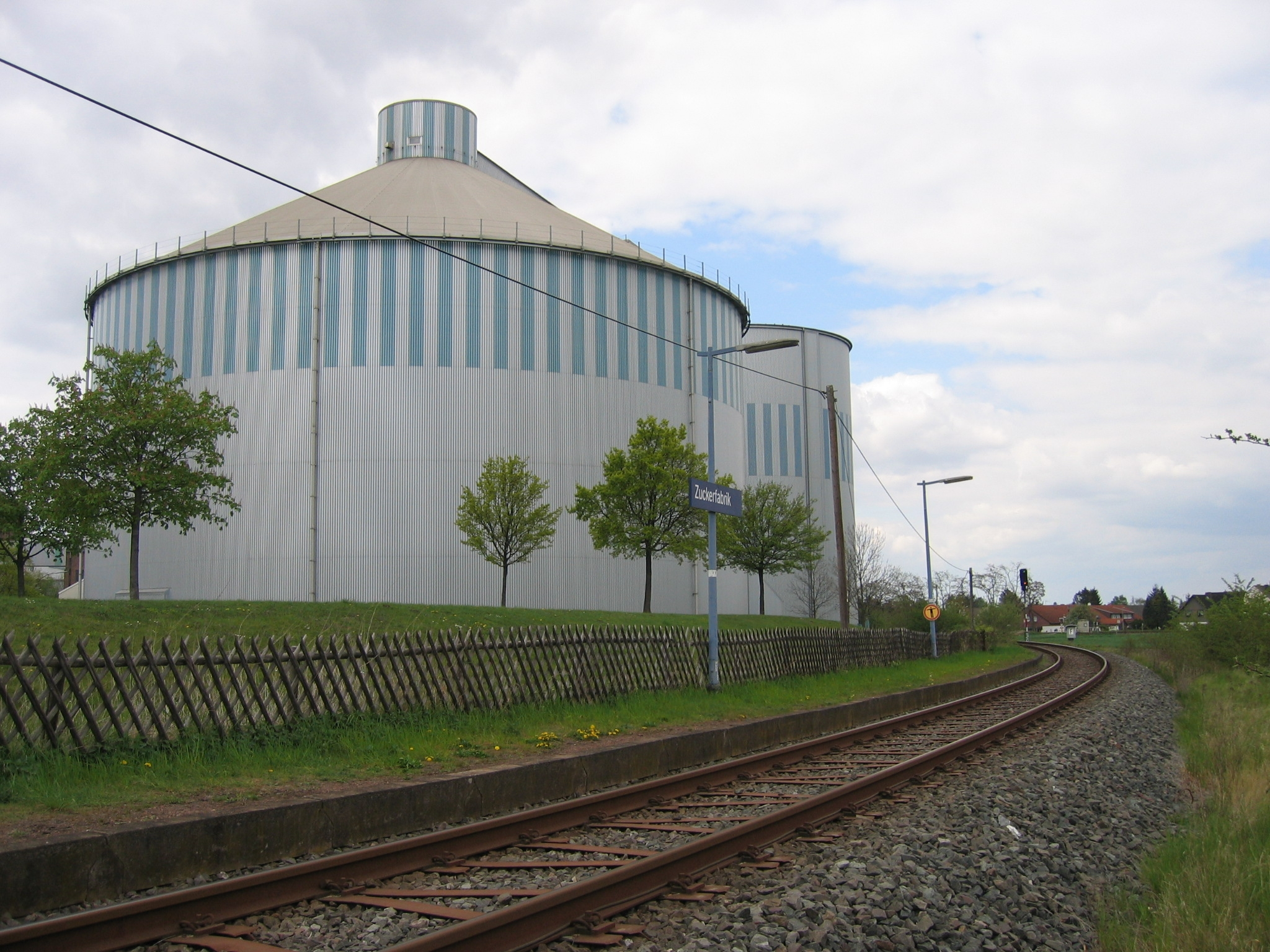
Pfeifer-&-Langen-Zuckerfabrik in Euskirchen

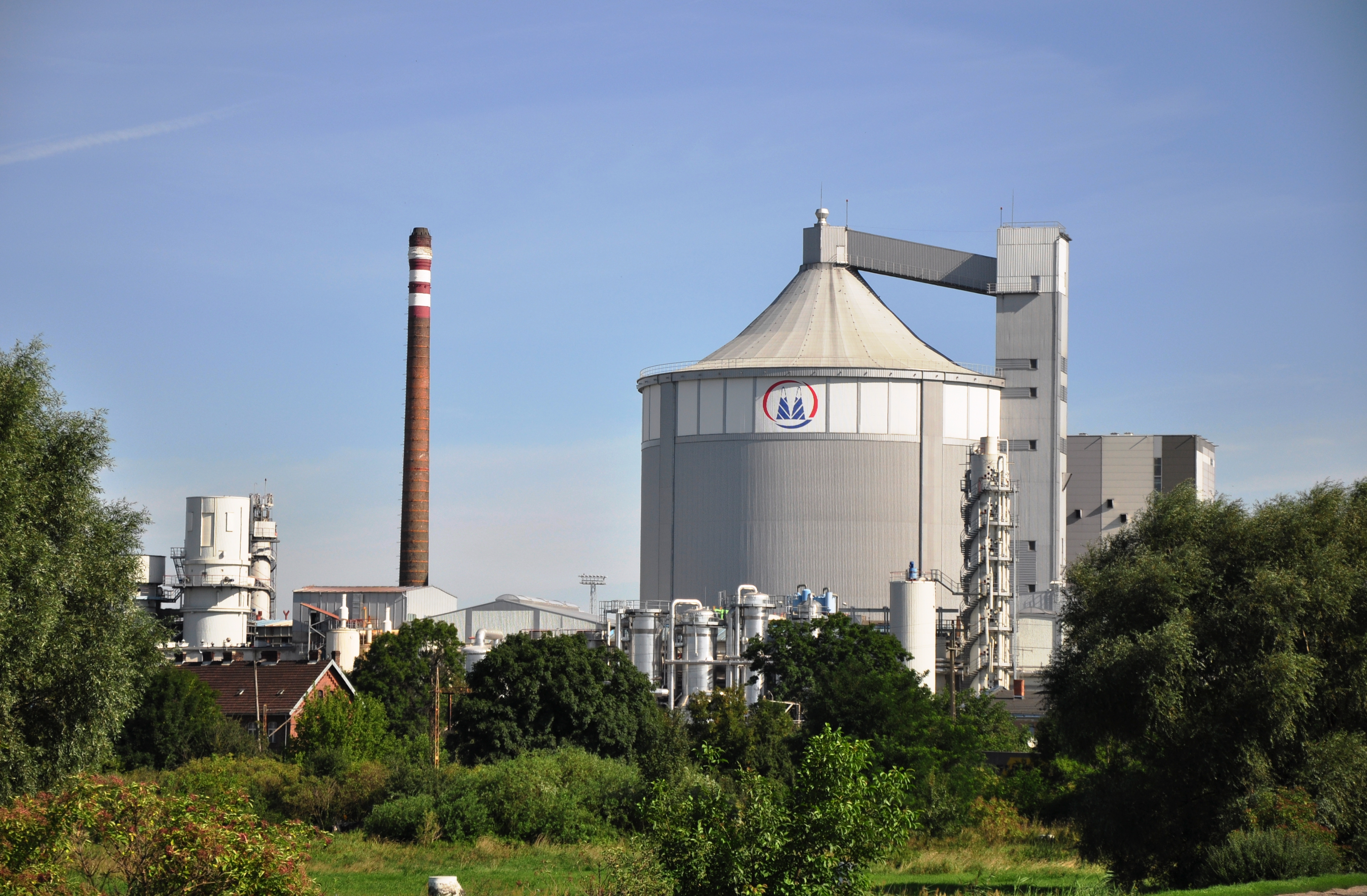
Pfeifer-&-Langen-Raffinerie in Środa Wielkopolska, Polen

2016 öffnete Pfeifer & Langen in Elsdorf einen zentralen Forschungs- und Entwicklungsstandort. Im selben Jahr erzielte Pfeifer & Langen einen Durchbruch bei der Herstellung von Cellobiose – einem natürlichen Zucker, mit geringerem Gehalt an Nahrungsenergie als Haushaltszucker. Neben Innovationen im Lebensmittelbereich entwickelte Pfeifer & Langen auch Kunststoffe aus Rübenschnitzeln, die kompostierbar sind.
In einem vom Bundesministerium für Ernährung und Landwirtschaft geförderten Projekt arbeitet die Pfeifer & Langen-Tochtergesellschaft „Savanna Ingredients GmbH“ an der Marktreife der Allulose – einem natürlichen Zucker ohne Nahrungsenergie.

## Kartell
Im Februar 2014 wurde gegen das Unternehmen und die Konkurrenten Südzucker und Nordzucker durch das Bundeskartellamt wegen wettbewerbswidriger Absprachen eine gemeinschaftliche Geldbuße in Höhe von 280 Millionen Euro verhängt. 2023 mussten die Unternehmen aufgrund der Absprachen insgesamt weitere 14,66 Millionen Euro an zwei Lebensmittelhersteller zahlen.

## Standorte
Standorte in Deutschland:
- Köln (Hauptverwaltung)
- Appeldorn
- Elsdorf
- Euskirchen
- Jülich
- Lage
- Könnern

Weitere Standorte in Europa:
- Italien (Minerbio)
- Slowenien (Ptuj)
- Ukraine (Chorostkiw, Gnidawa, Kosowa, Radechiw, Sbarasch, Tschortkiw)
- Griechenland (Thessaloniki)
- Polen (Poznań, Środa Wielkopolska, Gostyń, Miejska Górka, Glinojeck)
- Rumänien (Standort: Oradea)
- Ungarn (Kaposvár)
- Niederlande (Lelystad)
- Tschechien (Beteiligung an der 1. Zuckergesellschaft Prag, Prag)

## Weiteres
Mit dem „Landwirtschaftlichen Informationsdienst Zuckerrübe“ (LIZ) bietet Pfeifer & Langen seit 1990 eine Online-Plattform mit dem Ziel der Anbauberatung an. LIZ ist heute eine anerkannte Schnittstelle zwischen der Landwirtschaft und Wissenschaft und steht im ständigen Austausch mit Forschungseinrichtungen, Universitäten und den Anbauerverbänden. Landwirten wird so ein schneller Zugang zu aktuellen Forschungsergebnissen und Informationen zur Aussaat, Düngung, Pflanzenschutz und Sorten bereitgestellt. Darüber hinaus versorgt LIZ die Anbauer kontinuierlich mit regionalen und überregionalen Kurzmeldungen. Während des gesamten Zuckerrübenjahres sind Berater und Beraterinnen regelmäßig auf dem Feld und geben ihr Wissen weiter.